# معركة نور شمس
معركة نور شمس وقعت في 23 ايار 1936ْم، وكانت أول معركة في ثورة فلسطين الكبرى. حيث هاجم مسلحون فلسطينيون، فرقة من الجنود البحارة الإنجليز، كانت حكومة الانتداب البريطاني قد أحضرتها من قاعدتها الحربية في مصر، على الطريق من حيفا إلى نابلس، قرب نور شمس، والتي تبعد 6 كم غرب عنبتا، استشهد فيها اثنان من العرب، إضافة إلى مقتل ضابطين بريطانيين، كما ذكرت ذلك جريدة دافار العبرية.

## المعركة
وصفت المعركة بأنها أول صدام بين العرب والإنجليز ، حيث وقعت عندما ألقت السلطات البريطانية القبض على 61 عربياً، من مختلف أنحاء البلاد، وكان من ضمن المقبوض عليهم، سليم عبد الرحمن زعيم في منطقة طولكرم، فاتجه القرويون إلى مدينة طولكرم، وحدث صدام بينهم وبين قوات الجيش القادمة من مصر، والمتجه إلى نابلس عند (انعطاف بلعا) في طولكرم. واستمر تبادل إطلاق النار حتى المساء.
وجاء في كتاب «ثورة فلسطين عام 1936»: «والحق يقال ان يوم 23 ايار، هو اليوم الذي بدأ فيه النضال العنيف من الامة، وقد اخذت فرق الجند التي طلبتها سلطة الاستعمار تصل إلى فلسطين، وهي ارادت ان تجرب اساليبها التعسفية، فبدأت بسياسة الابعاد التي ادت إلى حشد صفوة زعماء الامة وشبابها في المنافي، واعتقل في طولكرم سليم بك عبد الرحمن وابعد إلى طوباس، فهاجت النفوس وقامت تظاهرات كثيرة اشتركت فيها السيدات، وفي المساء كانت المعركة الأولى، وفيها وقعت مناوشات بين الجنود والاهلين بين قريتي ذنابة وبلعا، وتبادل الفريقان اطلاق الرصاص وهكذا بدأت الثورة !».
وقد وصف مراسل جريدة الجامعة الإسلامية الحدث:«اتصل بنا مراسلنا في طولكرم، ونقل إلينا عنها أنباء خطيرة، وعن ظهور عصابات، وتصادم بينها وبين الجند، ووقوع جرحى من الجند ورجال العصابات، ومهاجمة المستعمرات اليهودية، ومهاجمة سجن نور شمس».
واتلفت الجسور الواقعة فيما بين نابلس وطولكرم، عند منطقة عنبتا، وهدم قسم منها بالديناميت.
ويصف المؤرخ إحسان النمر المعركة فيقول: حدثني السيد إبراهيم نصار قائد هذه المعركة فقال:
«وردتني كمية من الفشك وبطاقة من سليمان بك طوقان، يذكر فيها أن فرقة من البحارة الإنجليز، ستمر آتية من حيفا إلى نابلس، فرابطت لها، بدأت المعركة بعشرة أشخاص الساعة الواحدة بعد الظهر، وتوالت علي النجدات، وقد جعلت بين كل واحد وآخر عشرة أمتار، وبعد إقامة السدود، وصل الجيش، فأطلقنا عليه نيران بنادقنا وهم يجيبون، وقد استمر امتداد السدود والمرابطين، إلى مسافة عشر كيلو مترات، ودامت المعركة تسع ساعات، وقد بلغ عددنا المئات، وتكبد الجيش البريطاني، خسائر منها طائرة أسقطناها، ولم نخسر سوى شهيدين وبضعة جرحى».
اما الشهيدين فهما: عبد الرحمن محمود منصور من سيلة الظهر، ومحمد العبد مصطفى من عنبتا،  وقد ذكر الصحفي النابلسي محمد علي الطاهر تلك الحادثة فقال: أما يوم السبت 23 ايار- فقد تسلح الفلاحون، وكانوا عصابات وقتلوا (9) جنود انجليز بين عنبتا ونابلس.
ووصفت جريدة فلسطين الحدث فقالت: «بعد ظهر هذا اليوم، كانت دبابتان وسيارتان كبيرتان، ملأى بالبوليس الإنكليزي والعربي متجهة شطر نابلس، ومن شرقي نور شمس، هاجمهم مجهولين وتبادلوا اطلاق العيارات النارية، فجرح عربي من العصابة، وجرح عدة جنود انكليز مع بوليس عربي، ونقلو جميعهم إلى مستشفى نابلس، وقطعت عشرة خطوط تلفونية». وفي البلاغ الرسمي:«اطلقت العيارات النارية على القافلة التي تسير بين نابلس - طولكرم، فاجابت القافلة باطلاق النار».
أما صحيفة ديلي نيوز فقالت: "حاول المتمردون الإغارة على سجن نور شمس، لكنهم فشلو، فأطلقوا النار من سفوح التلال، وأفادت الأنباء أن أحد أفراد سيفورث هايلاندر قُتل وأصيب آخر.
ونصب مسلحون في طولكرم، كمينا لقافلة من الدبابات في وادي زومر، ورد الجنود بالبنادق الرشاشة، وقاموا بتشغيل كشافاتهم، وقد اختفى المهاجمون عند حلول الظلام".
وذكرت الصحافة العربية الخبر فقالت: نسفت الجسور بين نابلس وطولكرم، وتعطلت المواصلات، وانتشرت العصابات في أكثر جبال نابلس،  وهوجمت بين نور شمس وعنبتا دبابتين، كانتا آتيتين من نابلس، واطلق عليها عيارات نارية، فتمزقت عجلاتها واضطرت إلى الرجوع لنابلس.
اما صبحي ياسين فقد وصف تلك الحادثة فقال: دارت معركة بين الشعب والبوليس، سقط خلالها مجاهدان عربيان، وقتل أربعة من الإنكليز، وعلى اثر هذه الاضرابات والاصطدامات وتحدي المستعمر لإرادة الشعب، ابتدأ الجهاد المقدس. وقد وصفت جريدة دافار تلك الحادثة فقالت: «أعمال شغب قرب قرية عنبتا: في 23 ايار- جميع سكان القرى ولا سيما بلعا، خرجوا مسلحين إلى طولكرم، سمعوا بالتمرد هناك، عند وصولهم إلى عنبتا، واجهوا الدبابات فاندلع شجار دموي، اسفر عن مقتل اثنين من الضباط البريطانيين، وعربي واحد، كما روى بذلك السكان». اما الارشيف اليهودي فقال: توفي اثنان من العرب، الذين أصيبوا بجروح يوم أمس بعد أن فتحو النار على القوات العسكرية شرق طولكرم.

## الردود
بعد المعركة مشطت الطائرات الحربية، مخابئ (الثوار) في التلال، بين نابلس وطولكرم وجنين، حيث كانت القوات العربية، لجأت إليها حينما اصيب بعض افرادها بجراح، جراء الاشتباكات مع القوات البريطانية.
وعلى اثر اضطراب الحالة، وصل المندوب السامي بعد الظهر إلى نابلس، واشرف بنفسه على الوقائع، وزار حاكم المدينة وقائد قوات الجيش، وتفقد هذه القوات، ثم عاد في المساء إلى القدس، وحضر إلى طولكرم وكيل حاكم اللواء من حيفا المستر بيلي، واجتمع إلى قواد الجيش في السراي، وسافر في قطار المساء.